# Massimo Ghiotti
Massimo Ghiotti (Torino, 19 maggio 1938 – Torino, 27 novembre 2023) è stato uno scultore italiano.

## Biografia
Massimo Ghiotti nacque a Torino, dove visse e lavorò. 
Studiò all'Accademia Albertina di Torino, dove conseguì il Diploma di Pittura e diploma di Scultura.
Ebbe la cattedra di scultura al Liceo Artistico Statale e Cattedra di Pittura all'Accademia di Belle Arti.
Iniziò le mostre personali nel 1972 in Italia, con l'utilizzo di materiali particolari, e nel tempo ebbe vari rilievi critici; nel 1983 le Edizioni Franz Paludetto LP220 stamparono una monografia delle sue opere in marmo colorato con testo di Roberto Lambarelli. Nel 2008 il New York Times pubblicò la foto della sua opera torinese "Contrappunto - Scultura modulare urbana".
Nel 1996 la casa editrice Umberto Allemandi & C. inserì nella collana "Archivi della scultura", il volume "Ghiotti-Ascetismo meccanico", monografia delle sue opere, con testo di Pierre Restany, che aveva salutato l'artista come "Asceta meccanico" e "Testimone di un nuovo Umanesimo post-industriale". Maurizio Calvesi ha definito la scultura di Ghiotti "...quanto di più inedito ed originale abbia proposto la scultura degli ultimi decenni". 
Dal 2000 fu invitato a tenere un ciclo di mostre personali nei principali musei delle capitali dell'Est europeo, l'ultima delle quali al Museo Russo di San Pietroburgo nella Fortezza dei Santi Pietro e Paolo; presentò una mostra personale nel Musée Bonnat di Bayonne, che ha acquistato l'opera monumentale posta al centro del percorso urbano dell'esposizione.
A Torino realizzò le tre sculture monumentali in ferro colorato che, dal 2001, ornano una nuova piazza in via Monfalcone, la scultura monumentale nel giardino della Circoscrizione 7, quella nel giardino dell'Istituto Avogadro e quella nel giardino del Primo Liceo artistico. Nel mese di luglio 2010 fu inaugurata la sua scultura monumentale in acciaio inox per il nuovo Parco cittadino in corso Umbria.

## Opere in musei e fondazioni
Opere di Ghiotti, oltre a quelle pubbliche, tra cui quelle in tre Comuni della Regione Piemonte, figurano anche nelle Collezioni permanenti dei seguenti musei e fondazioni:
- Museo d'Arte Moderna di Mosca.
- Palazzo di Marmo del Museo russo di San Pietroburgo.
- Collezione Ludwig di Colonia.
- Open Air Museum Europos Parkas di Vilnius.
- Parco Lungolago Belvedere di Lugano.
- Museo d'Arte Moderna e Contemporanea di Minsk.
- Museo Nazionale M.K. Ciurlionis di Kaunas.
- Museo di arte moderna di Vicebsk.
- Museion d'Arte Moderna e Contemporanea di Bolzano.
- Collezione Provincia di Torino.
- Museo d'Arte Sacra di Torre del Greco.
- Museo Fondazione Stauròs d'Arte Sacra di Teramo.
- Foreign Art Museum di Riga.
- Pinacoteca Regionale della Valle d'Aosta.
- Ambasciata d'Italia in Belarus.
- Università di Torino.
- Fondazione Calvesi a Roma.
- Fondazione Peano a Cuneo.
- Parco della Scultura di Gubbio.
- Museo Bonnat e Ville de Bayonne.
- Città di Torino.
- Comune di Torino.
- GAM Galleria d'Arte Moderna e Contemporanea di Torino.
- Fondazione Mastroianni a Brescia.
- Ambasciata d'Italia in Lituania.
- Museo del Segno e della Scrittura a Torino.
- Fondazione Gallo per la Cultura a Torino.
- Museo del Duomo di Torino.
- Galleria di Stato di Belle Arti di Tula.